# كتب ظاهر الرواية
كتب ظاهر الرواية (مسائل الأصول) للإمام محمد: هي الكتب الستة المعتمدة المروية عن الإمام محمد بن الحسن برواية الثقات، بالتواتر أو الشهرة، وهي المبسوط، والزيادات، والجامع الصغير، والجامع الكبير، والسير الكبير، والسير الصغير. وسميت بظاهر الرواية؛ لأنها رويت عن محمد برواية الثقات. وقد جمع أبو الفضل المروزي المعروف بالحاكم الشهيد المتوفى سنة (344هـ) كتب ظاهر الرواية بعد حذف المكرر منها في كتاب أطلق عليه "الكافي"، ثم قام بشرحه الإمام السرخسي المتوفى سنة (483هـ) في كتابه "المبسوط"، وهو مطبوع في ثلاثين جزءاً، ويعد من أهم كتب الحنفية.

## مفهـوم ظاهـر الروايـة
كتب ظاهر الرواية ويقال لها أيضًا: (ظاهر المذهب) و (مسائل الأصول): وهي المسائل المروية عن أصحاب المذهب، وهم: أبو حنيفة وأبو يوسف، ومحمد بن الحسن –ويقال لهم العلماء الثلاثة- ويُلحق بهم زفر بن الهذيل، والحسن بن زياد وغيرهما ممن أخذ عن الإمام، ولكن الغالب الشائع أنْ يكون قول الثلاثة، أو قول بعضهم. وسُمّيت بظاهر الرواية؛ لأنَّها رويت عن محمد برواية الثقات، فهي ثابتة عنه، إما متواترة أو مشهورة عنه.
وقد نظمها ابن عابدين في حاشيته فقال: 

## مكانتها في الفقه الحنفي
تعد كتب «ظاهر الرواية» لمحمد بن الحسن الأصل الذي يرجع إليه في فقه أبي حنيفة وأصحابه، وحيث نص على المسائل فيها فهي «المذهب» وغيره لا اعتبار لما يرويه إذا خالفها إلا في مسائل قليلة قال في البحر الرائق: الْفَتْوَى إذَا اخْتَلَفَتْ كَانَ التَّرْجِيحُ لِظَاهِرِ الرِّوَايَةِ. اهـ.. قال العلامة الطرسوسي في “أنفع الوسائل” في مسألة الكفالة إلى شهر: إن القاضي المقلد لا يجوز له أن يحكم إلا بما هو ظاهر الرواية لا بالرواية الشاذة، إلا أن ينصوا على أن الفتوى عليها.وهذه الكتب هي أساس مذهب الحنفية وهي التي اشتغل بها علماؤهم وعليها عولوا شرحاً وتعليقاً. ويلحق بهذا القسم غير كتب ظاهر الرواية «كتاب الآثار» الذي يحتج به الحنفية، وكتاب «الحجة على أهل المدينة».

## جمع كتب ظاهر الرواية
من المخْتَصَرات المهِمَّة لكُتبِ ظَاهرِ الرِّوايةِ المخْتَصَر المسمَّى بـ «الكافي» للحاكم المَرْوزي، قال في فتح القدير وغيره: «إن كتاب» الكافي «هو جمع كلام محمد في كتبه الستة، التي هي كتب ظاهر الرواية» اهـ. وهو كتاب معتمَد في نقل المذهب، شرحه جماعة من مشايخ المذهب منهم شمس الأئمة السرخسي، وهو المشهور بمبسوط السرخسي.
قال ابن عابدين:

## تحديد كتب ظاهر الرواية
اختلفت أقوال علماء المذهب في تحديد كتب ظاهر الرواية علي النحو التالي:
1. أنها ستة كتب: وهي: «الأصل، ويقال له المبسوط» و «السِّير الصغير» و «الجامع الصَّغير» و «الجامع الكبير» و «الزيادات» و «السِّير الكبير». وهو قول: ابن نجيم[6] ، وابن عابدين[3] ، واللكنوي.[7]
2. أنها أربعة كتب: وهي «الجامعين» و«المبسوط» و«الزيادات».فلم يعد السير بقسميه منها وهو قول الإتقاني، والبابرتـي،[8] وقاضي زاده،[9] والشِّـلْبي نقلًا عن الإتقاني، ونقله أيضًا طاشكبري زاده.
3. أنها خمسة كتب: وهي: «الأصل»، و «الجامعان»، و «الزيادات»، و «السِّير الكبير». ولم يعد السِّير الصغير منها؛ لأنَّه جزء من الأصل لا كتاب مستقل. وهو قول: ابن كمال باشا، [10] وطاشكبري زاده، [11] وابن الحنائي،[12] وتقي الدين التميمي،[13] وحاجي خليفة.[14]

## نبذة مختصرة عن كتب ظاهر الرواية
- الأصل (المبسوط): وهو أوسع الكتب الفقهية المنقولة عن الامام محمد، لذلك سمي بالمبسوط، وَسُمي بالأصل لأنه أول تصنيفاته، وله نسخ كثيرة أصحها وأشهرها: نسخة أبي سليمان الجوزجاني. وقد تصدى لشرح المبسوط جماعة من علماء المذهب، وهو مطبوع بتحقيق أبي الوفا الأفغاني، وفيه نقص تم استدراكه من «المختصر الكافي» للحاكم الشهيد، وللكتاب مخطوطات تامة غير منقوصة في تركيا.
- الزيادات: سُميت بهذا الاسم، قيل: لأن محمد بن الحسن كان يختلف إلى أبي يوسف وكان يكتب من «أماليه»، فجرى على لسان أبي يوسف أن محمدا يشق عليه تخريج هذه المسائل فبلغه، فبناه مُفَرِّعا على كل مسألة بابا، وسماه: «الزيادات»، أي: زيادة على ما أملاه أبو يوسف. وقيل: إنما سُمِّي به لأنه لما فرغ من تصنيف «الجامع الكبير» تذكر فروعا لم يذكرها في (الكبير) فصنفه، ثم تذكر فروعا أخرى فصنف أخرى، وسماها «زيادات الزيادات».[15]
- الجامع الصغير: جمع فيه ما رواه عن أبي يوسف وليس فيه استدلال. مطبوع.
- السير الصغير: وهو مسائل كتاب الجهاد، طبع بتحقيق د. احمد غازي، في مجمع البحوث الإسلامية /الجامعة الإسلامية في إسلام آباد.
- السير الكبير: وهو من أواخرتصانيف محمد بن الحسن [15]، وقيل هو آخر الكتب الستة المشهورة بظاهر الرواية، وهو مما رواه عن أبي حنيفة بدون واسطة، وموضوعه الجهاد والمغازي، وأحكام الغنائم، وغير ذلك من أبواب كتاب السير، وهو مطبوع.
- الجامع الكبير: يشتمل على ما رواه عن الامام أبي حنيفة بلا واسطة، وهو من مفاخر كتب المذهب الحنفي. مطبوع.